# 波苏埃洛德亚拉贡
波苏埃洛德亚拉贡，是西班牙阿拉贡自治区萨拉戈萨省的一个市镇。 总面积32平方公里，总人口337人（2001年），人口密度11人/平方公里。